# Sprchový potok
Sprchový potok je vodní tok protékající Lipinou a Šternberkem, levostranný přítok potoka Sitka. Je dlouhý přibližně 6,6 km a plocha jeho povodí činí 7,6 km². Jeho levostranným přítokem je Lipinský potok, někdy proto bývá Sprchový potok jako Lipinský potok také označován. Kolem závěrečné části jeho toku, ve Sprchovém údolí (německy Duschbadtal), vyrostly na konci 19. století rezidence majetnějších šternberských měšťanů. V Centrální evidenci vodních toků je Sprchový potok veden pod IDVT 10206366.

## Historie a název
V latinském popise hranic lesa Střelná ze 14. století (jde o falzum hlásící se k roku 1220) je potok podle starších zdrojů jmenován jako Dobrník (fluvium Dobrnik). Jiní badatelé však Dobrník v této listině ztotožňují s Těšíkovským potokem, nacházejícím se přibližně o 2 km východněji. Za Debrník či Suchý Debrník (Dobernikel) byl také označován zarostlý svah na východ od augustiniánského kláštera. Někdy se u Sprchového potoka lze setkat také s označením Lipinský potok, podle jeho jediného, levostranného přítoku. V němčině se užívá názvu Duschbad(bach) či Douchebad(bach).

## Průběh toku
Sprchový potok pramení na loukách na sever od vrcholu Oldřichovického kopce, v blízkém okolí se nachází několik větrných turbín (Větrný park Horní Loděnice). Záhy vstupuje do lesa, kde míjí asi 140 metrů vzdálenou barokní sochu „Ecce homo“. Toto špatně dostupné dílo bylo postaveno v roce 1746 a rekonstruováno v roce 1936. Socha je spojena s pověstí o lichtenštejnském výběrčím daní, Josefu Langerovi, který byl zde přepaden lupiči, avšak šťastně zachráněn projíždějícím dostavníkem. V minulosti se tomuto vrchu říkalo také Spitzhübel (Ostrý vrch). Je možné, že socha dala název i nedaleké závodní trati Ecce Homo. Vzhledem k tomu, že socha nevyobrazuje scénu „ecce homo“, nýbrž Ježíše nesoucího kříž, však není vyloučeno, že došlo k záměně a původně socha nesla jiné jméno. Jiné zdroje uvádějí, že trať byla pojmenována podle sochy Ecce homo na šternberském náměstí nebo podle stejnojmenné sochy nacházející se na nejvyšším bodě silnice poblíž Čabové (1710, původně kříž doložený roku 1625).

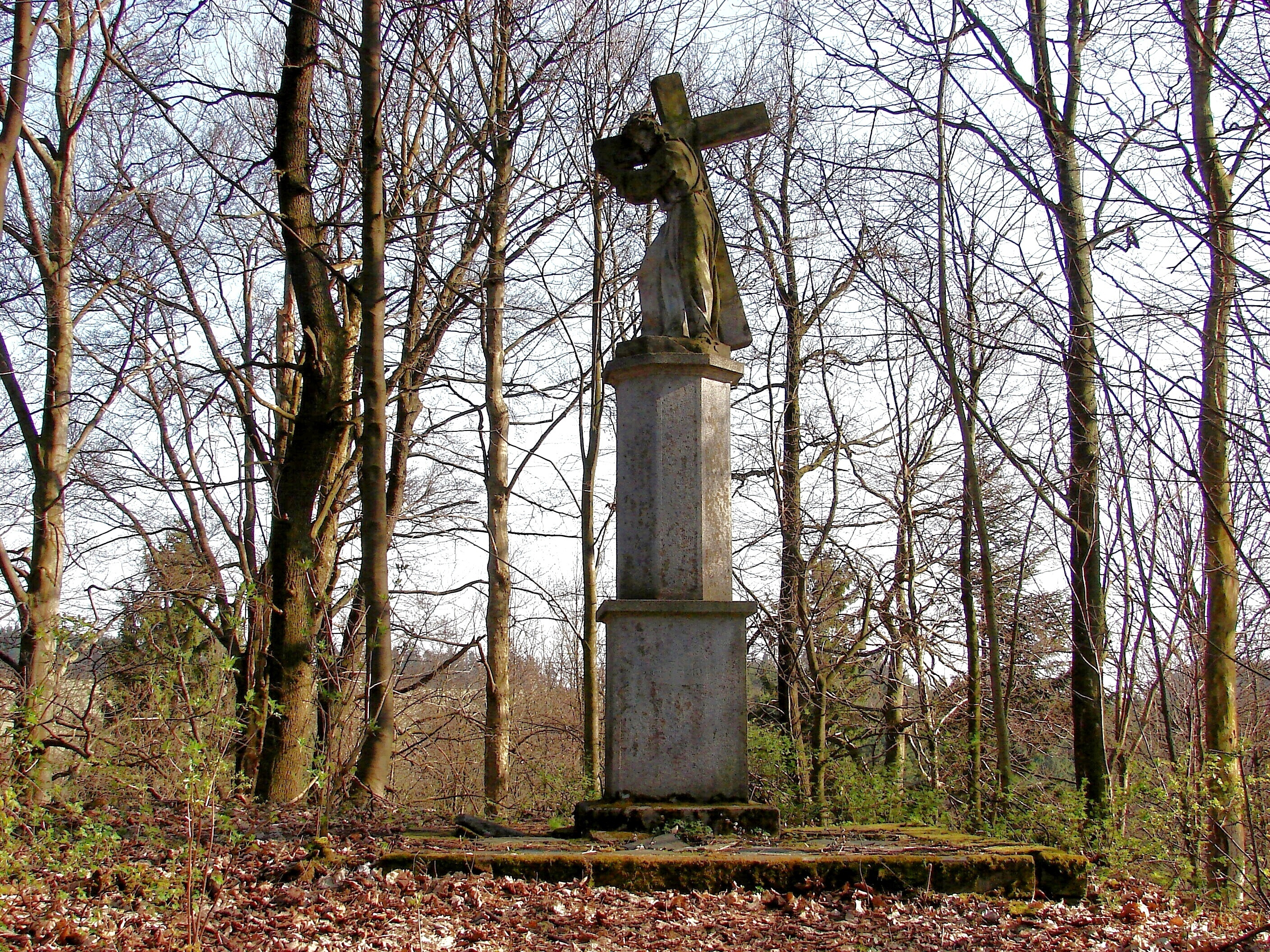
Socha Ecce homo (1746) stojící poblíž potoka

V lese na svazu Oldřichovského kopce pak potok obtéká ještě jednu nepojmenovanou drobnou vodní plochu, s níž je spojen krátkou, nepojmenovanou strouhou, řazenou v CEVT mezi „ostatní vodní toky“ (IDVT 10202689). Následně Sprchový potok vstupuje do zástavby obce Lipina. Protéká jejím centrem a těsně míjí obecní úřad a kapli Navštívení Panny Marie. Na další cestě Sprchový potok těsně provází silnici I/46. Nejprve přijímá vodu ze studánky „U Lomu“, posléze o přibližně 100 metrů míjí „lom pod Lipinou“. O něco dále, na pravém břehu potoka, se ve 20. století nacházel druhý, menší kamenolom, později však zcela zarostl. V místě, kde se tok, jenž do té doby směřoval k jihu, obrací na západ, se do Sprchového potoka na říčním km 2,0 zleva vlévá Lipinský potok (IDVT 10206366). Následně teče Sprchový potok směrem na západ, ke Šternberku. Tato oblast je označována jako Sprchové údolí. V 19. století stála v těchto místech, na pravém břehu potoka, vila bratří Wlakových, stavitelů z Olomouce (Vila Wlaka). Dobovým tiskem byla přirovnávána k pohádkovému zámku uprostřed lesů.
U tenisových kurtů a městského koupaliště vstupuje Sprchový potok definitivně do šternberského intravilánu. V těchto místech si na sklonku 19. století budovali vily bohatí šternberští průmyslníci. Mezi významné stavby patří vila Koncellik, vila Hubertus, vila Rosa a vila Veth. Silnice od těchto míst nese název Jívavská ulice. Od let 1975–1978, kdy byla komunikace mezi Šternberkem a Lipinou rekonstruována a modernizována, je Sprchový potok v těchto místech opatřen opěrnými zdmi, kamennými obklady a dlažbou. Regulace betonovým korytem však začala být později pociťována jako nevhodná.
V minulosti se místa, kterými Sprchový potok ve šternberské zástavbě protéká, nazývala Schottenfeld, Köpfplan a Sternfeld. Tyto obce byly se roku 1850 staly předměstími Šternberka a po zboření hradeb ve druhé polovině století se k městu připojily. Na sever od potoka byly roku 1904 zřízen městský zaopatřovací ústav (chudobinec a starobinec, pozdější ZŠ Svatoplukova), v roce 1908 na jih od potoka veřejná nemocnice (otevřena roku 1913). Sprchový potok tvoří severní hranici areálu. Dále obrací se k severozápadu a protéká dětským hřištěm. Za ním se vlévá do potoka Sitky, stává se tak jeho levostranným přítokem. Sitka následně pokračuje na jihozápad a jih, po 12 kilometrech se vlévá do Oskavy.